# Flein
Flein è un comune tedesco di 6 556 abitanti, situato nel land del Baden-Württemberg.